# Eureka, South Dakota
Eureka är en stad i McPherson County i South Dakota. Vid 2010 års folkräkning hade Eureka 868 invånare.

## Kända personer från Eureka
- Marlene Hagge, golfspelare
- Al Neuharth, publicist
- William Scherr, brottare